# Nikolaj II av Ryssland
För det finländska fartyget, se M/S Nikolai II
Nikolaj II, försvenskat Nikolaus II, född som Nikolaj Aleksandrovitj Romanov (ryska: Николай Александрович Романов) 18 maj (enl. N.S.; 6 maj enl. G.S.) 1868 på Tsarskoje Selo i Sankt Petersburg, död 17 juli 1918 (mördad) i Jekaterinburg, var Rysslands tsar 1894–1917.
Nikolaj II tillhörde det ryska kejserliga huset Holstein-Gottorp-Romanov och var äldste son till Alexander III av Ryssland och Dagmar av Danmark. Han hade fem syskon: Aleksander Aleksandrovitj (1869–1870), Georg Aleksandrovitj (1871–1899), Michail Aleksandrovitj (1878–1918), Xenia Alexandrovna (1875–1960) och Olga Alexandrovna (1882–1960).
Nikolaj II var Rysslands siste tsar. Han tvingades abdikera vid februarirevolutionen i mars 1917 och han mördades tillsammans med sin familj i juli 1918 av bolsjevikerna ett halvår efter att de tagit makten i huvudstaden genom oktoberrevolutionen 1917.

## Biografi
Nikolaj fick genom sin mor en uppfostran av engelsk karaktär. Han erhöll även en grundlig militärutbildning under ledning av general Gregorij Danilovitj och blev av denne och den heliga ryska synodens överprokurator Konstantin Pobedonostsev påverkad i panslavistisk och även mystiskt religiös riktning. Genom Pobedonostsev präglades in i den unge Nikolaj att han som kejsare av Guds nåde hade ett heligt uppdrag att bevara självhärskardömet och den östortodoxa kristna tron. Han var tämligen okunnig i rysk geografi, men företog kort före faderns död en resa genom Sibirien och besökte även Japan. Besöket avbröts dock på grund av ett attentat av en japansk fanatiker. Nikolaj blev tronföljare (tsarevitj) vid mordet på farfadern Alexander II den 13 mars 1881. Som tsarevitj blev Nikolaj medlem av riksrådet och ministerkomittén 1889. Han utsågs även 1891 till ordförande i Sibiriska kommittén och nödhjälpskommittén. I huvudsak höll dock Alexander III sonen utanför regeringsärendena.
Nikolaj II tillträdde tronen 1 november 1894 efter sin far Alexander III:s död. Tidigare samma år, den 20 april förlovade han sig med Alexandra av Hessen trots varningar om lämpligheten. De gifte sig 21 november 1894 efter att hon under namnet Aleksandra Fedorovna antagit den östortodoxa läran. Paret fick fyra döttrar och en son. Sonen Aleksej Nikolajevitj led av hemofili B (en sorts blödarsjuka) som ärvts från modern. Predikanten och helbrägdagöraren Grigorij Rasputin hade en till synes välgörande verkan på Aleksej och fick därigenom ett stort inflytande över tsarfamiljen.
Vid Nikolajs kröning i Moskva 1896 uppstod panik bland människomassorna, och uppskattningsvis 1 386 människor trampades ihjäl och ungefär 1 300 skadades. Detta togs som ett dåligt omen. Nikolaj visade i början av sin regering intresse för humanistiska ideal. Han tog initiativ till den första Haagkonferensen. På grund av sin bristande människokännedom, sin böjelse för ett isolerat familjeliv och svag auktoritet kom han snart i händerna på sin reaktionära omgivning. Den enda fråga som han till slut orubbligt höll fast vid var enväldesmonarkins princip. Utrikespolitiskt strävande han efter fredens bevarande, men lyckades inte hindra rysk-japanska krigets utbrott eller nämnvärt påverka den allmänna världspolitiska utvecklingen.
Nikolaj gjorde flera europeiska resor och sammanträffade särskilt ofta med Vilhelm II av Tyskland, vilken även brevväxlade med tsaren och kom att stärka honom i hans monarkistiska åskådning. Då Vilhelm II lyckades övertyga Nikolaj om en formlig allians mellan Ryssland och Tyskland, omintetgjordes dock dessa planer av det ryska ministerrådet. Mot revolutionsrörelsen 1905 satte Nikolaj ett segt passivt motstånd men tvingades till vittgående konstitutionella eftergifter, som dock under de följande åren i praktiken till största delen drogs tillbaka. I januari 1905 ägde den blodiga söndagen rum, då över tusen personer som demonstrerat mot tsaren överfölls och dödades.
Inte heller kunde Nikolaj hindra Ryssland från att 1907–1908 anslutas till trippelententen.
Tsarens ställning undergrävdes ytterligare när hans kompetente premiärminister Pjotr Stolypin mördades i Kiev 1911. De svaga ministrar som följde och munken Rasputins tilltagande inflytande gjorde Nikolaj allt mer impopulär.
Vid första världskrigets utbrott försökte Nikolaj in i det sista bevara freden, men lät sig utmanövreras av sin för kriget beslutna omgivning och avtvangs slutligen genom överrumpling sitt bifall till den ryska mobiliseringsordern som gjorde kriget oundvikligt. När kriget väl brutit ut höll han dock orubbligt fast vid sina bundsförvanter, och separatfredsförslag som hösten 1915 och hösten 1916 lades fram från centralmakternas sida.
Under första världskriget led de ryska styrkorna enorma förluster mot Tyskland och Österrike-Ungern. Detta medförde att missnöjet i armén ökade och att moralen sjönk, men det var inte bara de väpnade styrkorna som led. Folket var missnöjt med den misär de levde i och det blev inte bättre av att Ryssland led nederlag efter nederlag.

### Pogromer gentemot ryska judar
Under Nikolajs regeringstid genomfördes en mängd pogromer mot Rysslands judiska befolkning. Dessa pogromer finansierades av inrikesdepartementet. Tsaren tvingades formellt att ta avstånd från de väpnade grupper som med våld försökte tvinga bort judarna från städer och byar, men uttryckte privat beundran för de ryssar som brukade våld mot judarna och såg även antisemitismen som ett sätt att öka stödet för den egna regimen.

### Attentatsförsök i Sverige, 1909

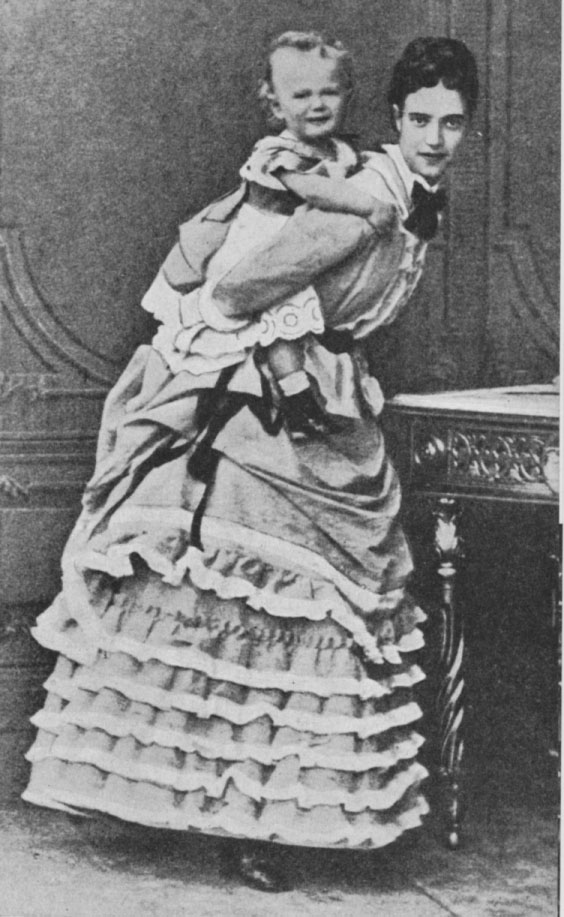
Nikolaj II med sin mor (runt 1870).

Nikolaj II besökte Stockholm 1909 och blev den 26 juni föremål för ett misslyckat attentat i Kungsträdgården, det så kallade "Wångska attentatet", då ungsocialisten Hjalmar Wång avlossade ett skott mot vad han trodde var tsaren, men som i själva verket var en högt uppsatt officer, Otto Ludvig Beckman. Strax efter kulan träffat Beckman tog Wång sitt eget liv genom att skjuta sig själv i huvudet.

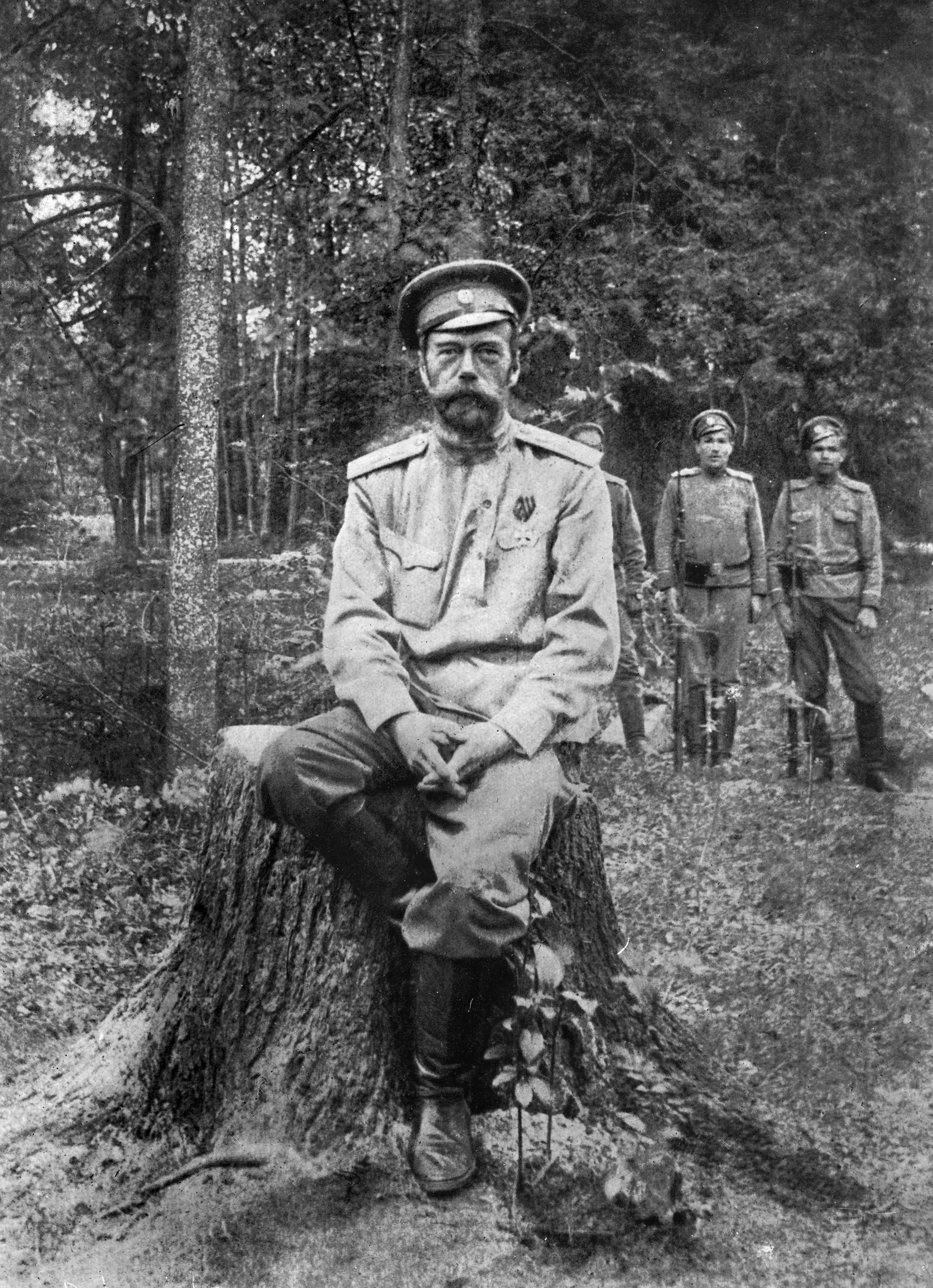
En av de sista bilderna på Nikolaj II, tagen 1917 efter hans abdikation.

### Abdikation och avrättning
Starka socialistiska revolutionära stämningar spred sig i storstäderna, och den 23 februari 1917 utbröt Februarirevolutionen som ledde till tsardömets avskaffande. Nikolaj tvingades att på sina egna och sin sjuke sons vägnar abdikera till förmån för sin yngre bror Michail Aleksandrovitj. Storfurst Michail var dock politiskt ointresserad och när hans säkerhet inte kunde garanteras av den tillträdande provisoriska regeringen avstod han tronen redan dagen därpå.
Den 17 juli 1918 avrättades Nikolaj II och hans familj utanför Jekaterinburg på order av Jakov Sverdlov. Bolsjevikerna hade från början planerat att ställa tsaren inför rätta för hans brott mot det ryska folket, men då vita trupper drog fram emot Jekaterinburg togs det snabba beslutet att avrätta tsarfamiljen direkt, hellre än att riskera att han fritogs. Avrättningen kommenderades av tjekisten Jurovskij. Denna berättar senare i sina memoarer om den där natten i juli 1918. Bland annat att den unge Aleksej, som låg på golvet i en blodpöl men fortfarande andades, avrättades av Jurovskij själv med två skott i huvudet. Allt som allt tog avrättningen 20 minuter, detta delvis på grund av rökbildningen som uppstod i rummet till följd av arkebuseringen. Exekutionärerna var tvungna att utrymma rummet för att få bukt med röken. När de senare åter gick in i rummet så upptäckte de att det fortfarande var människor där inne som var vid liv, bl.a. några av tsarens döttrar. Det visade sig senare att flickorna varit så svåra att ha ihjäl av den anledningen att de hade större delen av sina juveler insydda i sina korsetter, som fungerade som ett slags rustning. Man stack i stället ihjäl tsardöttrarna, eller krossade deras skallar med pistolkolvar. Enligt Jurovskijs egna redogörelser, så var flertalet av mannarna som utförde morden kraftigt berusade, och var otroligt klumpiga när de genomförde avrättningen. När alla var döda lastades kropparna på en lastbil och transporterades till en tidigare utvald plats. Där klädde man av liken och stal värdesaker som de hade på sig. Man hällde svavelsyra och fotogen över kropparna och brände dem sedan. Kvarlevorna begravdes i en grund grav som inte upptäcktes förrän 1989.

### Identifiering och upprättelse
År 1989 återfanns tsarfamiljens kvarlevor, vilka identifierades 1991. Utförliga DNA-tester gjordes i Ryssland, USA och Storbritannien som övertygade forskarna om att det verkligen var tsarfamiljen man hittat, även om resultatet ifrågasatts. Enligt vetenskapliga undersökningar gjorda i USA under William Maples ledning, saknades också just kvarlevorna av Anastasia samt brodern Aleksej. En annan undersökning av kvarlevorna gjord i Ryssland kom däremot fram till slutsatsen att det inte var Anastasia, utan hennes syster Marias kvarlevor som saknades. De två saknade barnen återfanns senare och identifierades slutligen 2008. Aleksejs och Anastasias kvarlevor hade genomgått en hård behandling, man hade försökt bränna dem och förstöra dem med syra. Försöken misslyckades och kvarlevorna grävdes istället ner. Efter kommunismens fall fick Nikolaj II och hans familj den 17 juli 1998 riktiga begravningar i Sankt Petersburg. Den Rysk-ortodoxa kyrkan helgonförklarade tsarfamiljen 2001 och tillhör Rysk-ortodoxa kyrkans nya martyrers och bekännares synaxis. 1 oktober 2008 fastslog Rysslands högsta domstol att mordet på den avgångne tsaren Nikolaj II var olagligt.

## Kejserlig titel
Nikolaus II:s fullständiga titel som kejsare beskrevs i Artikel 59 i 1906 års ryska konstitution och löd: Av Guds Nåde, Nikolaj, Kejsare och Självhärskare över hela Ryssland, av Moskva, Kiev, Vladimir, Novgorod, Tsar av Kazan, Tsar av Astrachan, Tsar av Polen, Tsar av Sibirien, Tsar av Tauriska Chernosesus, Herre till Pskov, och Storfurste av Smolensk, Litauen, Volynien, Podolien och Finland, Furste av Estland, Livland, Kurland och Semgallen, Samogitien, Białystok, Karelen, Tver, Jugorien, Perm, Vjatka, Bogar och andra; Härskare och Storfurste av Nizjnij Novgorod, Tjernigov, Rjazan, Polotsk, Rostov, Jaroslavl, Beloozero, Udoria, Obdoria, Kondia, Vitebsk, Mstislav, och Härskare av hela Severien; Härskare och Herre av Iveria, Kartli, Kabardinernas land och Armenien: arvtagande Härskare och Innehavare av Tjerkessien och Bergsfurstarna etc.; Härskare av Turkestan, Arvinge till Norge, Hertig till Schleswig-Holstein, Stormarn, Dithmarschen, och Oldenburg, etc., etc., etc.

## Barn
1. Olga (1895–1918)
2. Tatiana (1897–1918)
3. Maria (1899–1918)
4. Anastasia (1901–1918)
5. Aleksej (1904–1918)

## Anfäder
|                        |  |  |  |  |  |  |  |                           |  |  |  |  |  |  |  |                          |  |  |  |  |  |  |  | Nikolaj I av Ryssland            |
|                        |  |  |  |  |  |  |  |                           |  |  |  |  |  |  |  |                          |  |  |  |  |  |  |  |                                  |
|                        |  |  |  |  |  |  |  |                           |  |  |  |  |  |  |  | Alexander II av Ryssland |  |  |  |  |  |  |  |                                  |
|                        |  |  |  |  |  |  |  |                           |  |  |  |  |  |  |  |                          |  |  |  |  |  |  |  |                                  |
|                        |  |  |  |  |  |  |  |                           |  |  |  |  |  |  |  |                          |  |  |  |  |  |  |  | Alexandra Feodorovna             |
|                        |  |  |  |  |  |  |  |                           |  |  |  |  |  |  |  |                          |  |  |  |  |  |  |  |                                  |
|                        |  |  |  |  |  |  |  | Alexander III av Ryssland |  |  |  |  |  |  |  |                          |  |  |  |  |  |  |  |                                  |
|                        |  |  |  |  |  |  |  |                           |  |  |  |  |  |  |  |                          |  |  |  |  |  |  |  |                                  |
|                        |  |  |  |  |  |  |  |                           |  |  |  |  |  |  |  |                          |  |  |  |  |  |  |  | Ludvig II av Hessen-Darmstadt    |
|                        |  |  |  |  |  |  |  |                           |  |  |  |  |  |  |  |                          |  |  |  |  |  |  |  |                                  |
|                        |  |  |  |  |  |  |  |                           |  |  |  |  |  |  |  | Maria Alexandrovna       |  |  |  |  |  |  |  |                                  |
|                        |  |  |  |  |  |  |  |                           |  |  |  |  |  |  |  |                          |  |  |  |  |  |  |  |                                  |
|                        |  |  |  |  |  |  |  |                           |  |  |  |  |  |  |  |                          |  |  |  |  |  |  |  | Wilhelmine av Baden              |
|                        |  |  |  |  |  |  |  |                           |  |  |  |  |  |  |  |                          |  |  |  |  |  |  |  |                                  |
| Nikolaj II av Ryssland |  |  |  |  |  |  |  |                           |  |  |  |  |  |  |  |                          |  |  |  |  |  |  |  |                                  |
|                        |  |  |  |  |  |  |  |                           |  |  |  |  |  |  |  |                          |  |  |  |  |  |  |  | Wilhelm av Beck-Glücksburg       |
|                        |  |  |  |  |  |  |  |                           |  |  |  |  |  |  |  |                          |  |  |  |  |  |  |  |                                  |
|                        |  |  |  |  |  |  |  |                           |  |  |  |  |  |  |  | Kristian IX av Danmark   |  |  |  |  |  |  |  |                                  |
|                        |  |  |  |  |  |  |  |                           |  |  |  |  |  |  |  |                          |  |  |  |  |  |  |  |                                  |
|                        |  |  |  |  |  |  |  |                           |  |  |  |  |  |  |  |                          |  |  |  |  |  |  |  | Louise Karolina av Hessen-Kassel |
|                        |  |  |  |  |  |  |  |                           |  |  |  |  |  |  |  |                          |  |  |  |  |  |  |  |                                  |
|                        |  |  |  |  |  |  |  | Maria Fjodorovna          |  |  |  |  |  |  |  |                          |  |  |  |  |  |  |  |                                  |
|                        |  |  |  |  |  |  |  |                           |  |  |  |  |  |  |  |                          |  |  |  |  |  |  |  |                                  |
|                        |  |  |  |  |  |  |  |                           |  |  |  |  |  |  |  |                          |  |  |  |  |  |  |  | Wilhelm av Hessen-Kassel         |
|                        |  |  |  |  |  |  |  |                           |  |  |  |  |  |  |  |                          |  |  |  |  |  |  |  |                                  |
|                        |  |  |  |  |  |  |  |                           |  |  |  |  |  |  |  | Louise av Hessen-Kassel  |  |  |  |  |  |  |  |                                  |
|                        |  |  |  |  |  |  |  |                           |  |  |  |  |  |  |  |                          |  |  |  |  |  |  |  |                                  |
|                        |  |  |  |  |  |  |  |                           |  |  |  |  |  |  |  |                          |  |  |  |  |  |  |  | Louise Charlotta av Danmark      |
|                        |  |  |  |  |  |  |  |                           |  |  |  |  |  |  |  |                          |  |  |  |  |  |  |  |                                  |

## Utmärkelser
- Storkors av Leopoldorden,  18 maj 1884
- Storkors av Bathorden,  1916[18]
- Andreasorden
- Första graden av Danilo I:s orden
- Salomos orden
- Storkors av Södra korsets orden
- Uppgående solens orden, första klass
- Sankt Savaorden
- Sankt Kyrillos och Sankt Methodios orden
- Riddare av Gyllene skinnets orden
- Sankt Alexanderorden
- Storkorset av Kristusorden
- Rumänska Stjärnans orden
- Chakriorden
- Osmanié-orden
- Kedja av Krysantemumorden
- Frälsarens orden
- Carol I-orden
- Danilo I:s orden
- Guldmedalj för militär tapperhet
- Kristusorden
- Den Heliga gravens av Jerusalem riddarorden
- Gyllene skinnets orden
- Sankt Georgsorden
- Dannebrogorden
- Storkorsriddare av Italienska kronorden
- Storkorsriddare av Sankt Mauritius och Sankt Lazarusorden
- Riddare av Annunziataorden
- Strumpebandsorden
- Sankt Stanislausorden, första klassen
- Riddare med storkors av Victoriaorden
- Storkors av Hederslegionen
- Storkorset av Nederländska Lejonorden
- Sankt Annas orden, första klass
- Sankt Alexander Nevskij-orden
- Vita örnens orden
- Georgsorden, fjärde klass
- Sankt Vladimirs orden, fjärde klassen
- Dubbla drakens orden
- Kungliga Serafimerorden
- Svarta örns orden
- Badiska husorden Fidelitas
- Storkors av Württembergska kronorden
- Storkors av Sankt Stefansorden
- Riddare med storkors av Heliga gravens orden
- Elefantorden
- Oldenburgska Hus- och förtjänstorden
- Sankt Hubertusorden
- Vendiska kronans husorden
- Vita falkens orden
- Hessiska Ludvigsorden
- Huset Bukharas orden

[Redigera Wikidata]

## Bilder

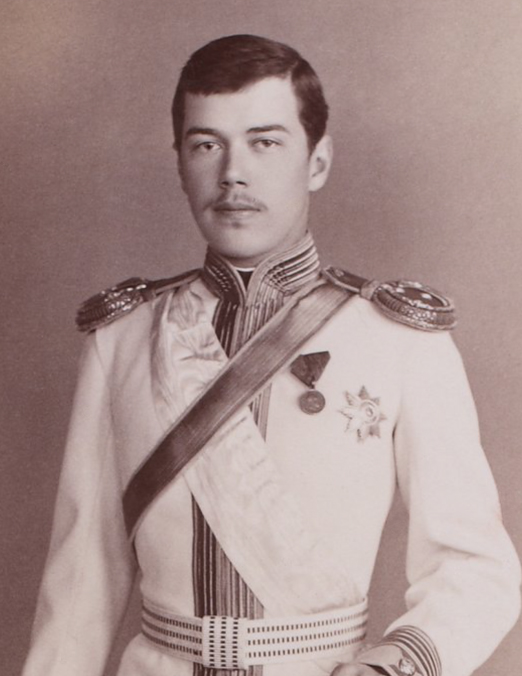
Nikolaj II, omkring 1880-talet.
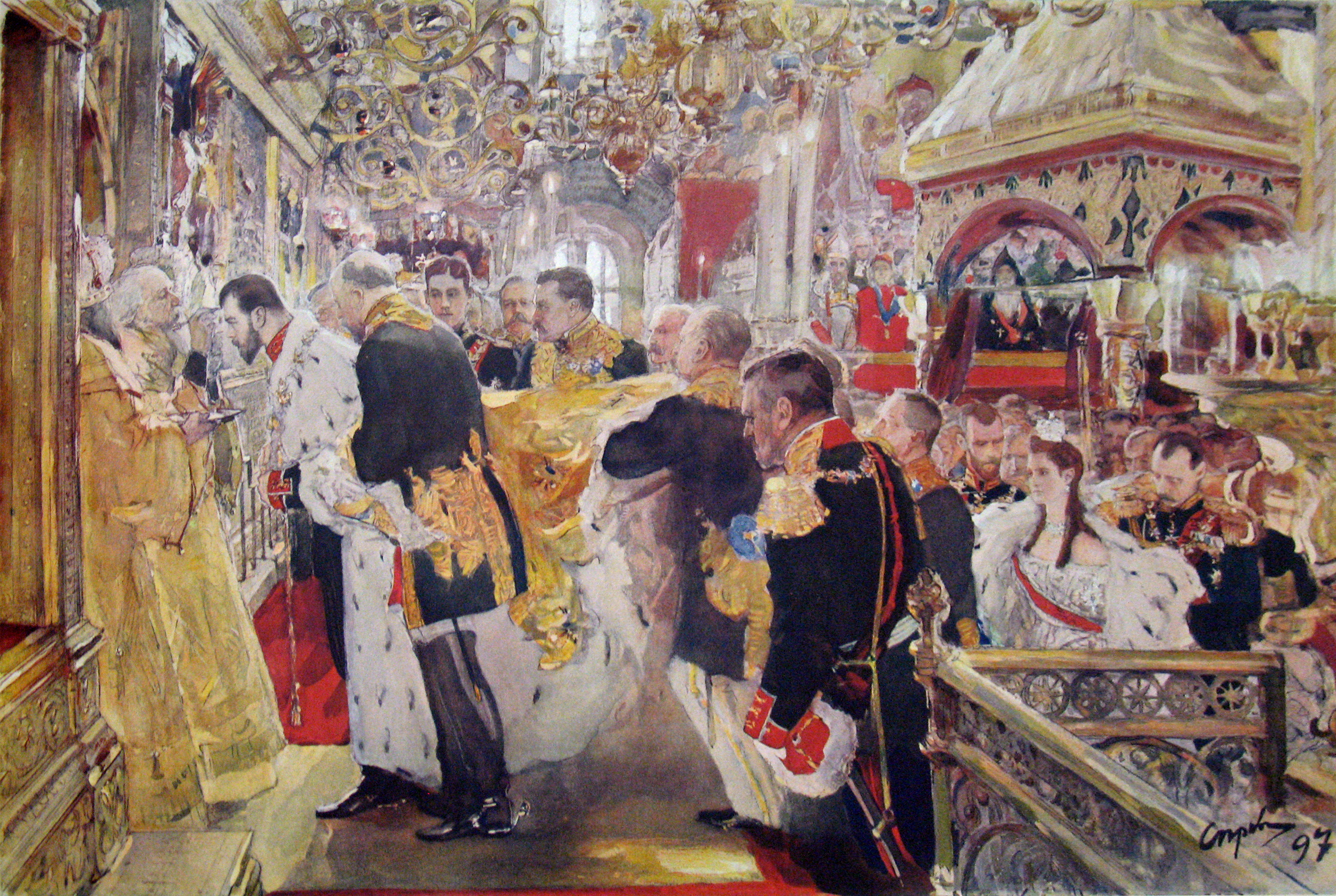
Nikolaj II:s kröning.
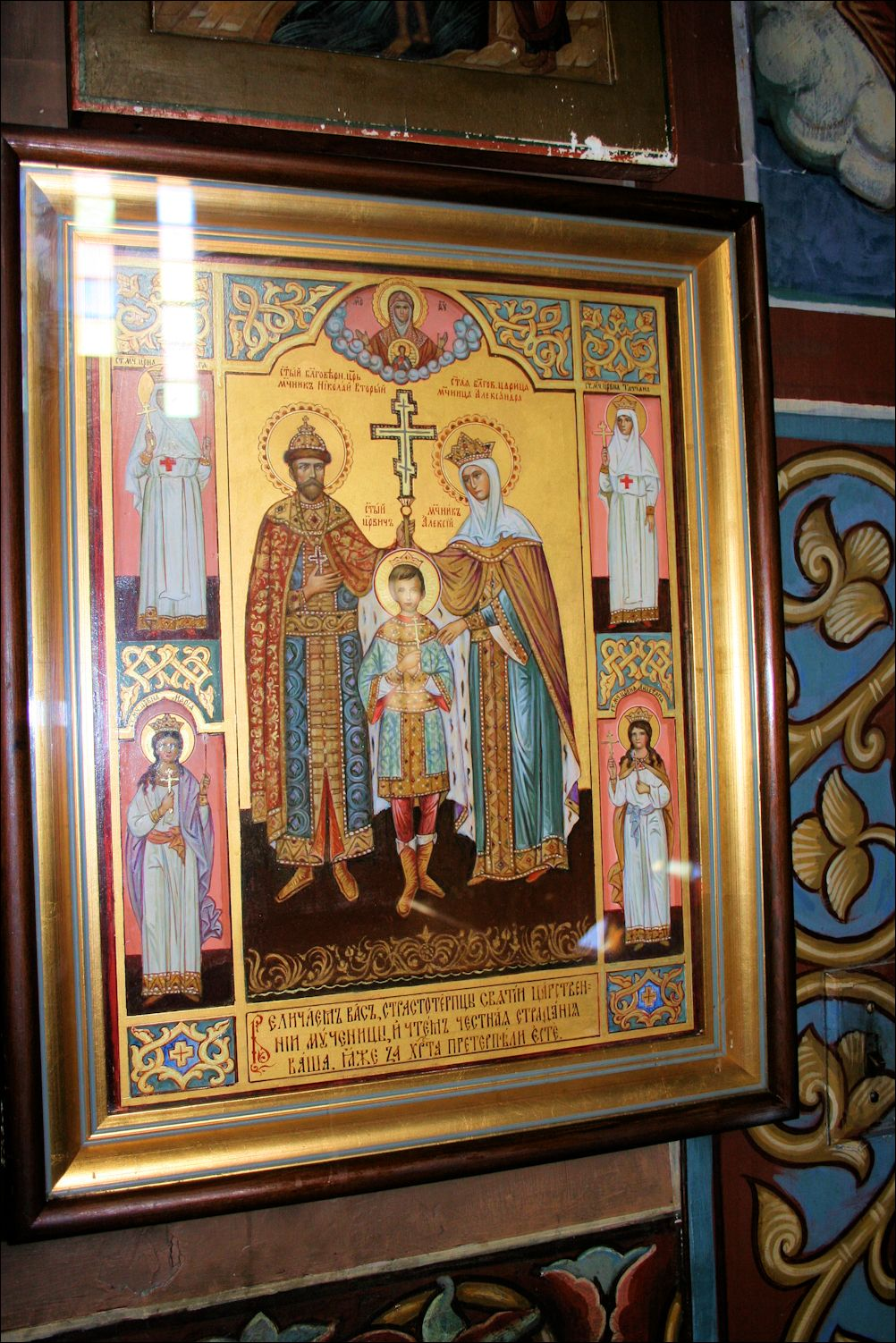
Ikon föreställande Nikolaj II och hans familj.